# Comté de Chaffee
Pour les articles homonymes, voir Chaffee.
Le comté de Chaffee est un comté du Colorado. Son siège est Salida. Les deux autres municipalités du comté sont Buena Vista et Poncha Springs.
Créé en 1879, le comté en nommé en l'honneur du sénateur Jerome B. Chaffee (en).

## Démographie
| 1880  | 1890  | 1900  | 1910  | 1920  | 1930  |
| ----- | ----- | ----- | ----- | ----- | ----- |
| 6 512 | 6 612 | 7 085 | 7 622 | 7 753 | 8 126 |

| 1940  | 1950  | 1960  | 1970   | 1980   | 1990   |
| ----- | ----- | ----- | ------ | ------ | ------ |
| 8 109 | 7 168 | 8 298 | 10 162 | 13 227 | 12 684 |

| 2000   | 2010   | - | - | - | - |
| ------ | ------ | - | - | - | - |
| 16 242 | 17 809 | - | - | - | - |

## Images

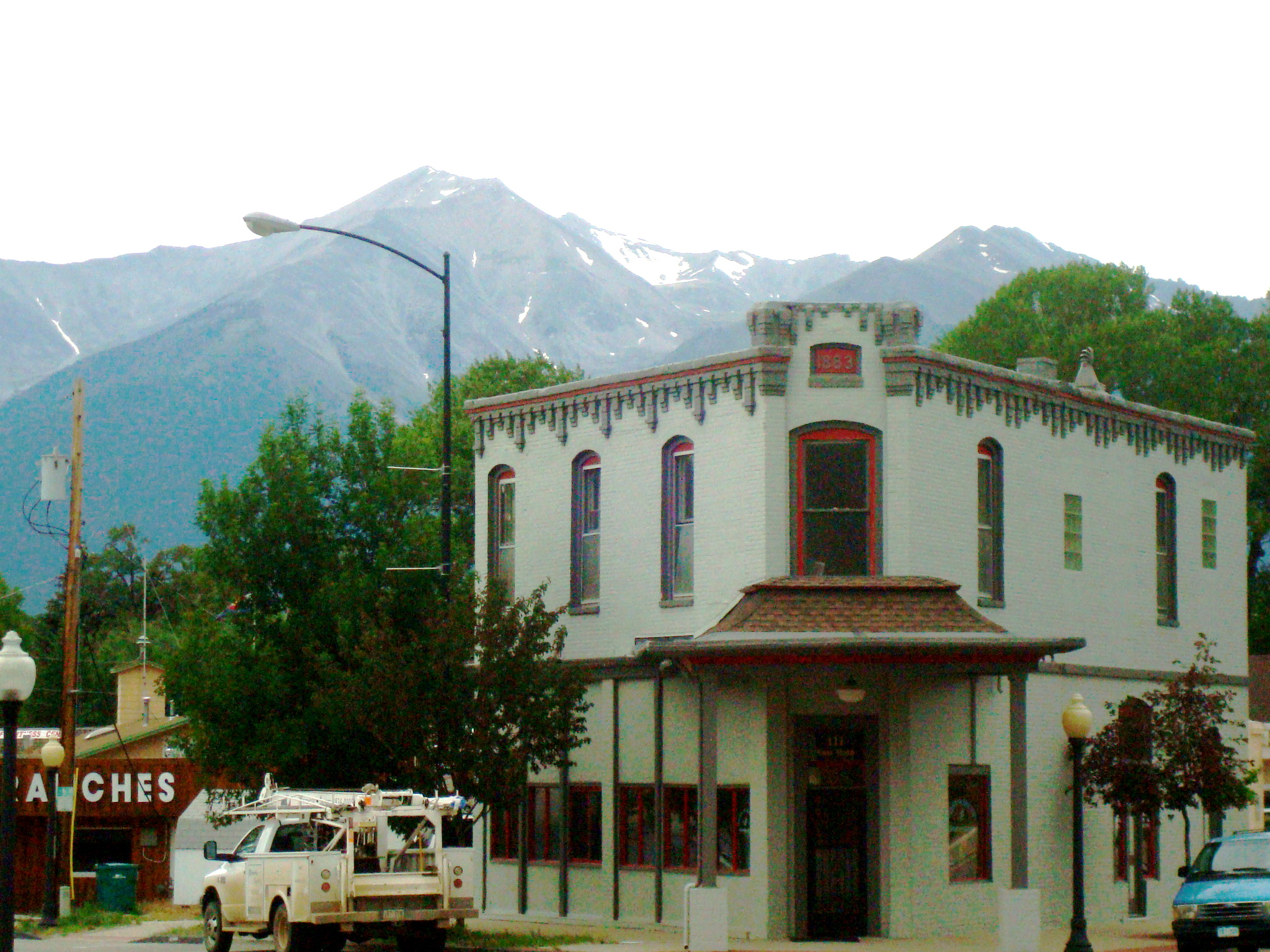
Centre de Buena Vista.
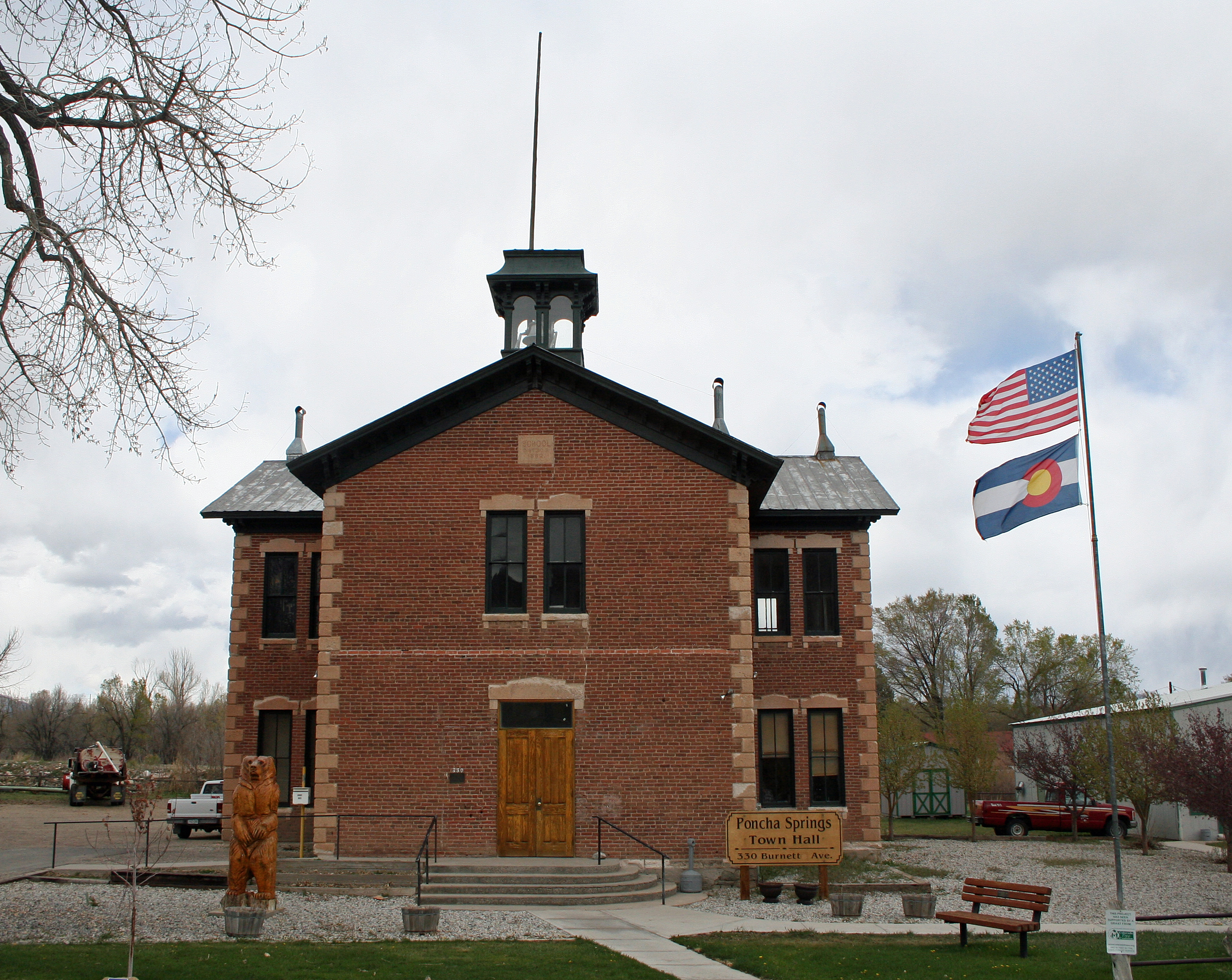
École de Poncha Springs.
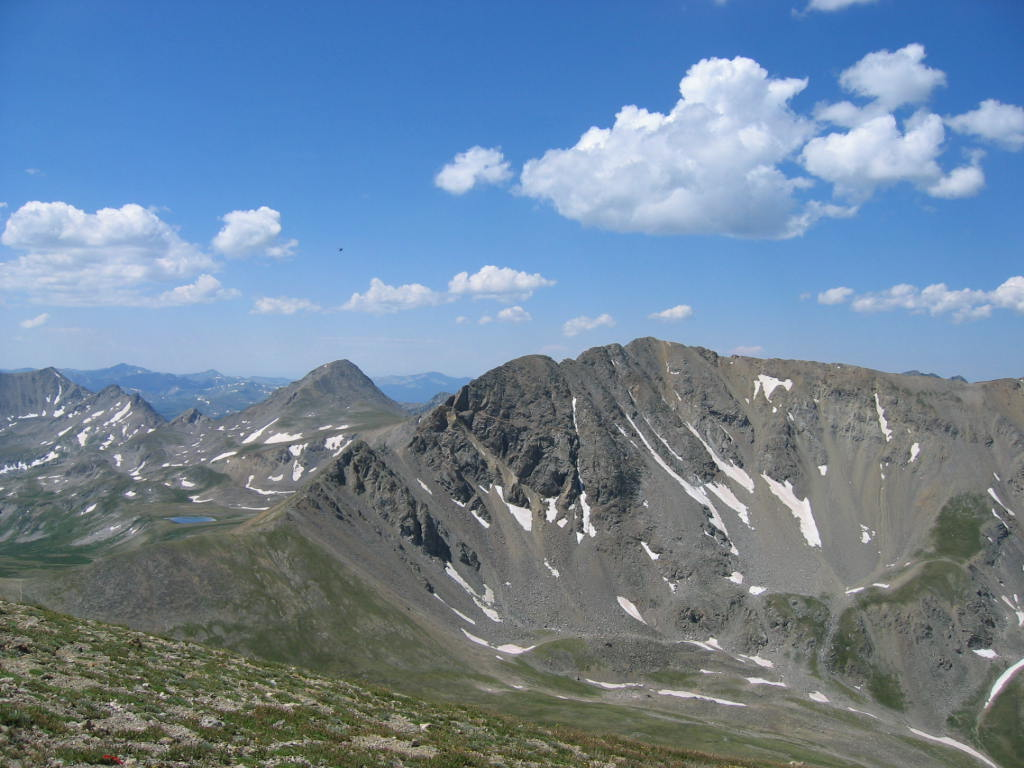
Sommet de Missouri Mountain.
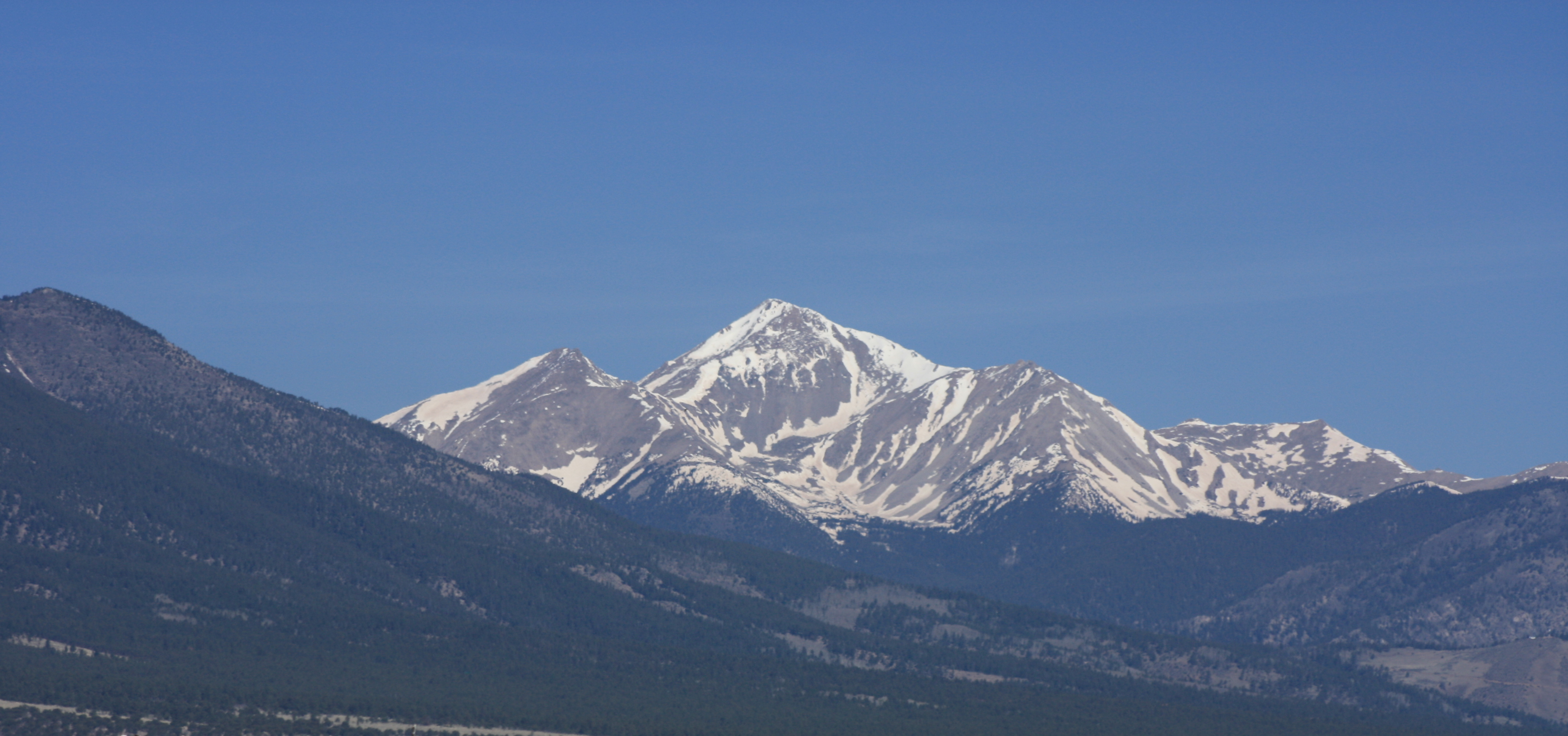
Le mont Yale.
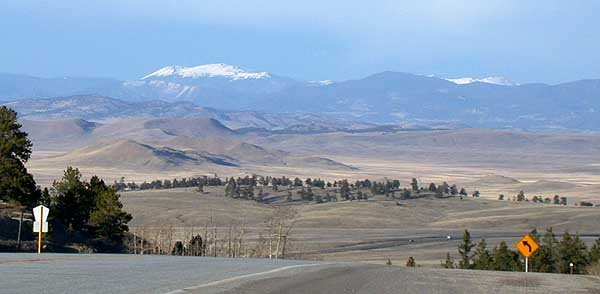
le Col Trout Creek